# Волчий Яр (Донецкая область)
Волчий Яр (укр. Вовчий Яр) — село в Лиманской городской общине Краматорского района Донецкой области Украины.

## Общие сведения
Население по переписи 2001 года составляло 31 человека. Почтовый индекс — 84412. Телефонный код — 6261.